# Stift Essen

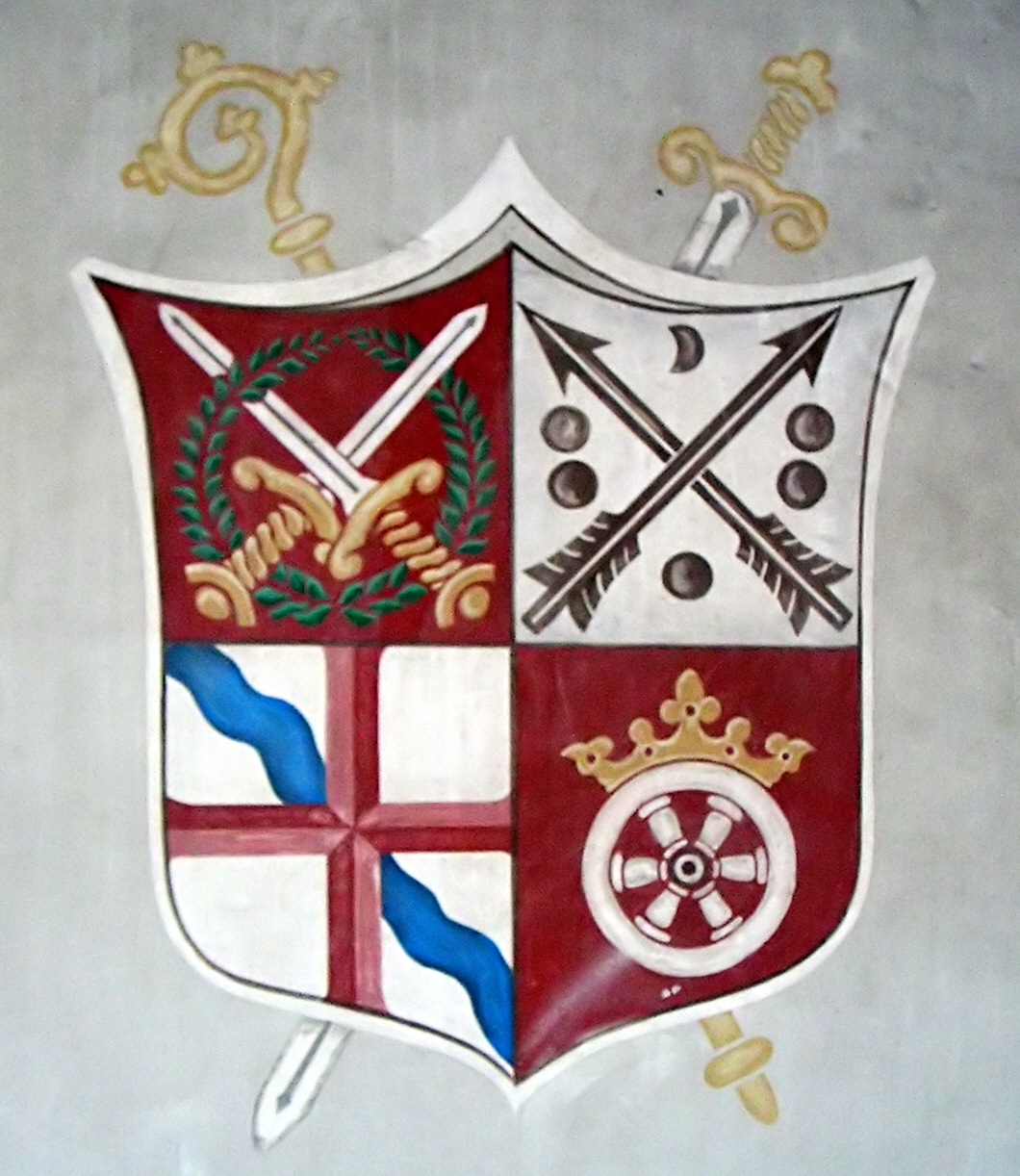
Das Wappen des Stifts Essen: Krummstab und Schwert hinter dem Schild stehen für die geistliche und weltliche Gewalt der Äbtissinnen. Der Schild selbst ist zusammengesetzt aus den Einzelwappen der vier Territorien des Stifts: Schwerter und Lorbeerkranz für das eigentliche Stift, Pfeile und Kugeln für die Herrschaft Breisig, Kreuz und Fluss für das Stift Rellinghausen und das Rad mit Krone für die Herrschaft Huckarde.

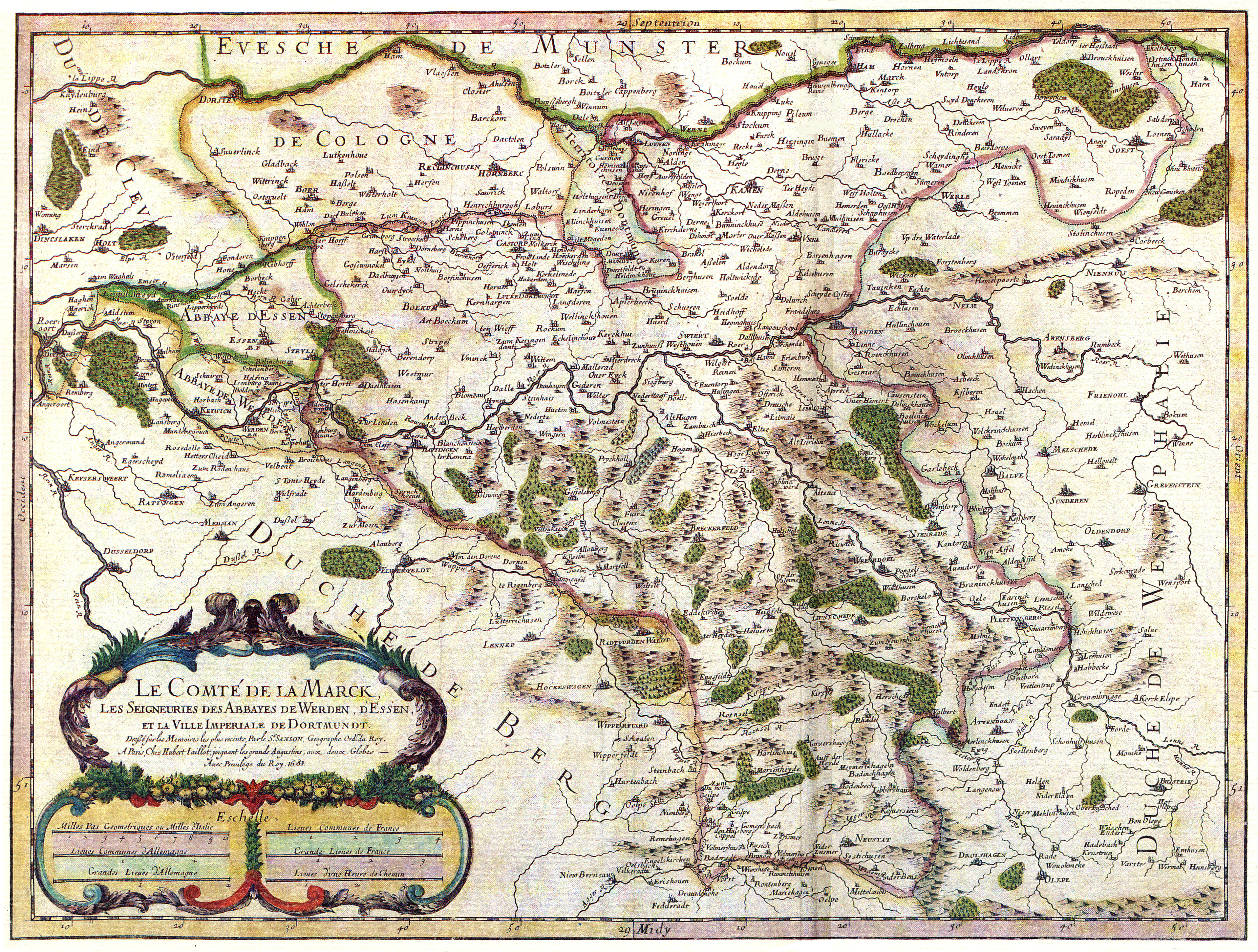
Darstellung der Grenzen des Stifts Essen (Abbaye d’Essen, in Grün) auf einer Karte der Grafschaft Mark (Le Comté de la Marck, Grenzen in Rot), Nicolas Sanson, 1681

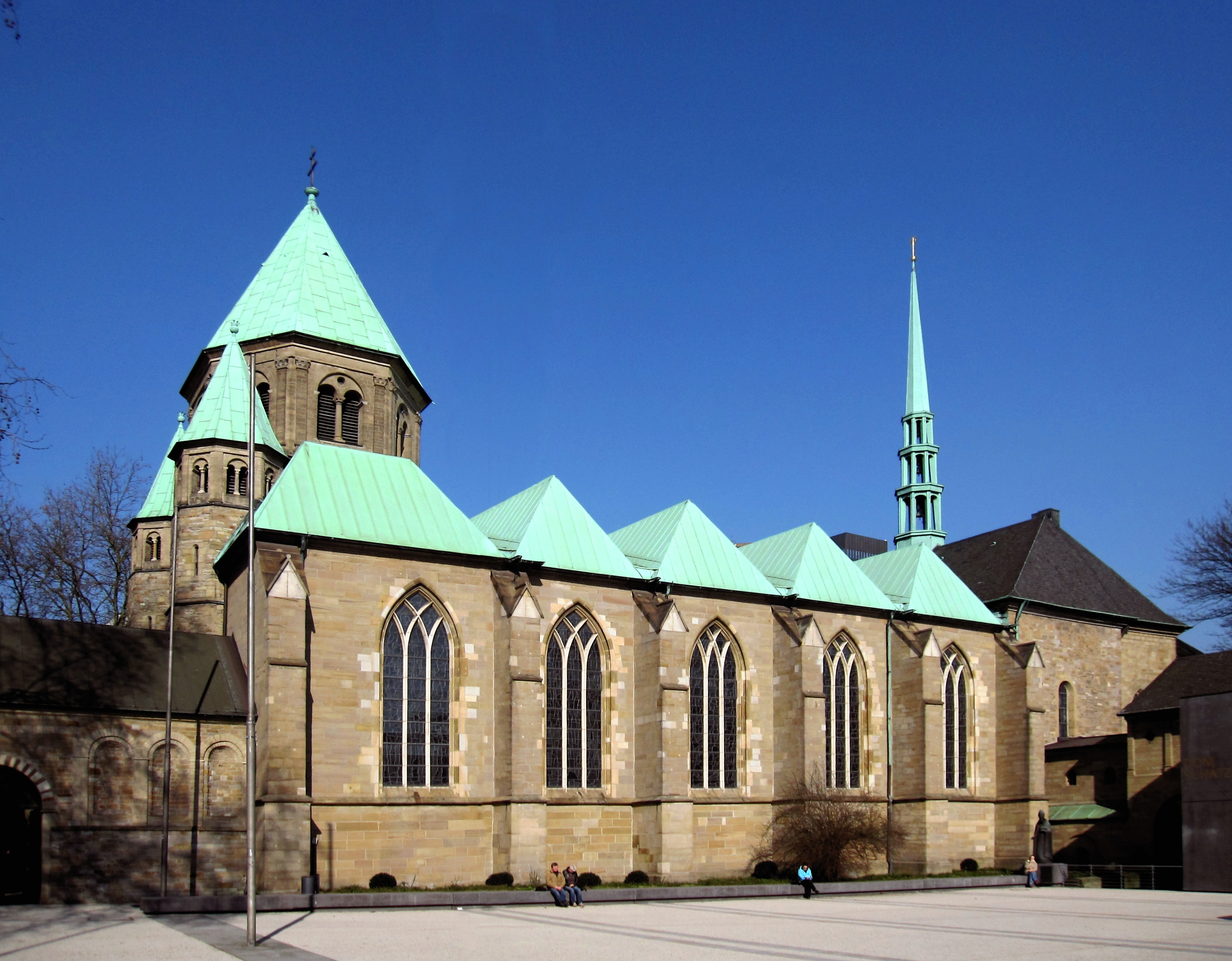
Das Essener Münster, ehemalige Kirche des Damenstifts, Südansicht

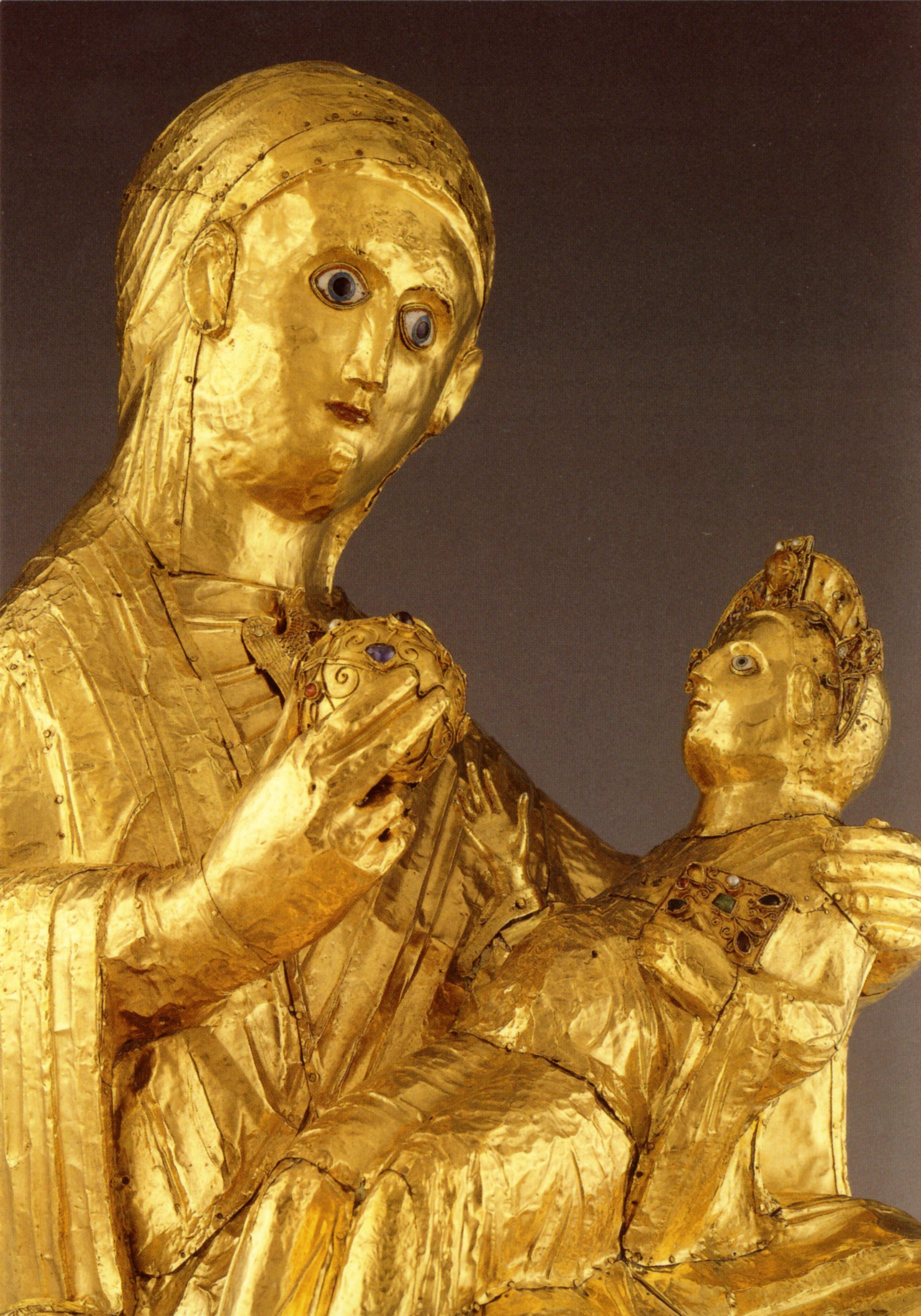
Die Goldene Madonna wurde über Jahrhunderte im Stift Essen aufbewahrt und verehrt.

Das Stift Essen war ein Frauenstift, das von ungefähr 845 bis 1803 bestand. Das Stift war die Keimzelle für die Entwicklung der Stadt Essen. Die Kirche des Damenstifts, das heutige Essener Münster, dient heute dem Ruhrbistum als Kathedrale. Der erhaltene Kirchenschatz umfasst einige der bedeutendsten  Kunstwerke aus Ottonischer Zeit wie auch Kunstschätze aus späteren Epochen der europäischen Kunstgeschichte.

## Geschichte

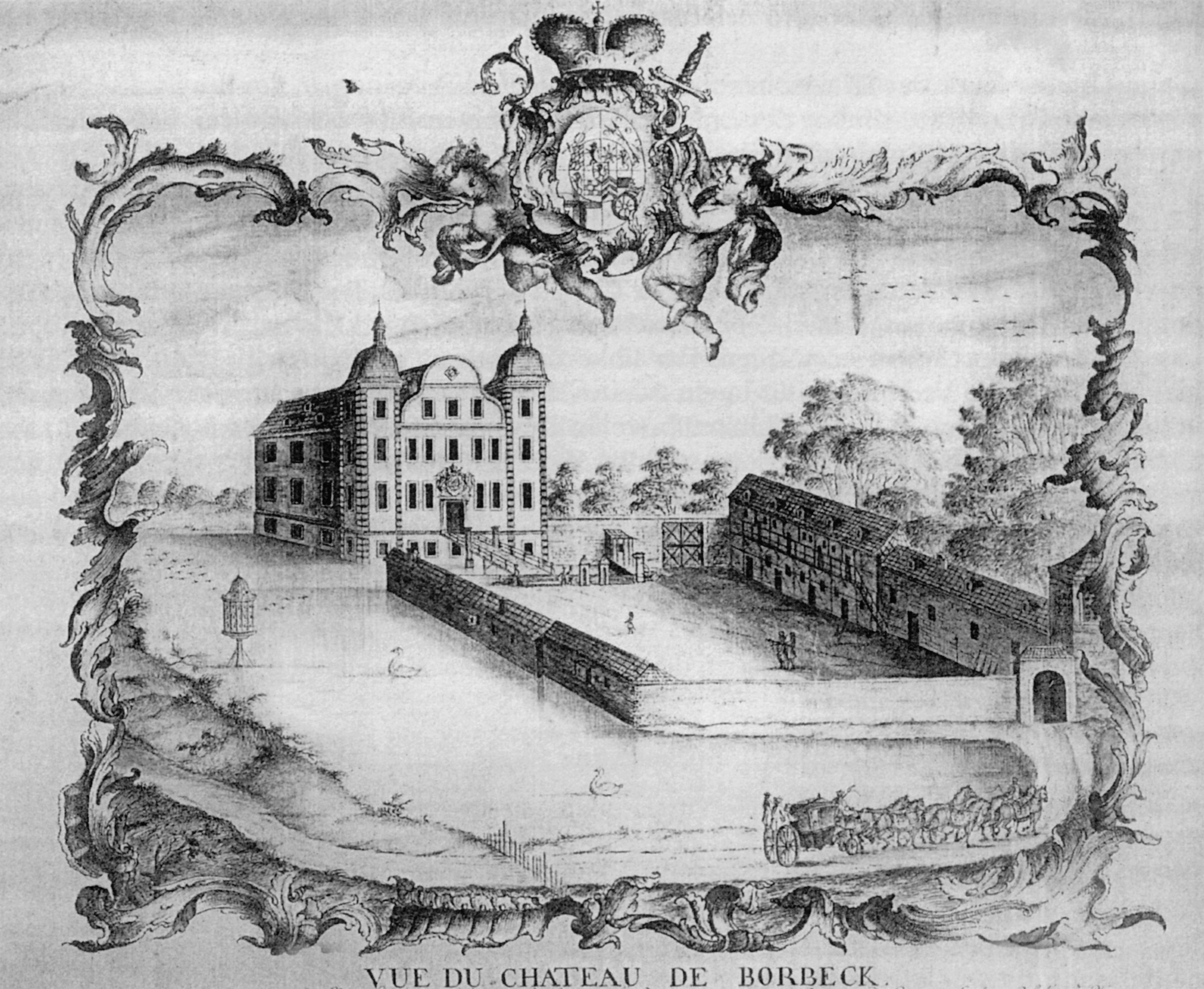
Schloss Borbeck (1756), seit Beginn des 14. Jahrhunderts bevorzugte Residenz der Fürstäbtissinnen

Die Quellenlage für die Zeit bis etwa 946 ist sehr ungünstig. Um diese Zeit brannte das Stift nieder, wodurch die Kirche beschädigt und Archive wie Bibliothek vernichtet wurden. Das Stift wurde vor 850 von einer Adelsgruppe um den sächsischen Adligen Altfrid († 874), den späteren Bischof von Hildesheim (851–874), in der Nähe des Königshofes As[t]nidhi gegründet, von dem sich der spätere Name von Stift und Stadt ableitet. Erste Äbtissin war Gerswit, vermutlich eine Verwandte Altfrids. Die erste Erwähnung findet sich in der um 864 entstandenen dritten Vita des Heiligen Liudger, des Gründers der benachbarten Abtei Werden, in Form eines Wunderheilungsberichts. Das geheilte Mädchen Amalburga habe demnach den Schleier genommen und sei in das monasterio sanctimonialium, quod Astnidhi appellatur eingetreten. Vermutlich starb mit der Äbtissin Gersuith II. die Gründersippe aus.
Danach war das Stift möglicherweise Eigenkloster der Hildesheimer Bischöfe. König Lothar II. (855–869) schenkte dem Stift die Villae Homberg und Kassel bei Duisburg. Um 860 schenkte Ludwig der Deutsche dem Stift einen Hofverband in Huckarde und andere, nicht zu verortende Besitztümer, zudem das Salland mit seinen Hofverbänden Archem, Olst und Irthe in der Provinz Overijssel. Karl III. schenkte dem Stift einen Weinberg bei Godesberg, Zwentibold von Lothringen schenkte ihm 898 linksrheinische Gebiete, die allerdings wieder verloren gingen. Die Zahl der abgabepflichtigen Bauernhöfe des Siftes Essen wird auf 600 bis 800 geschätzt.
Bald wurde ein Interesse der Liudolfinger erkennbar, Einfluss in Essen zu gewinnen. Schon Herzog Otto von Sachsen schenkte dem Stift die Villikation Beeck bei Duisburg. Der genaue Zeitpunkt, an dem das Stift reichsunmittelbar wurde, ist nicht sicher, vermutlich war es in der Regierungszeit König Konrads I. (911–918).
Seine Blütezeit erlebte das Stift ab Mitte des 10. Jahrhunderts unter fünf aufeinanderfolgenden Äbtissinnen aus dem Geschlecht der Liudolfinger. Mathilde, Enkelin Kaiser Ottos I., führte das Stift von etwa 973 bis 1011; unter ihr kamen die bedeutendsten Kunstschätze des Essener Domschatzes nach Essen. Auch ihre beiden Vorgängerinnen Hathwig und Ida und ihre beiden Nachfolgerinnen Sophia und Theophanu entstammten dem liudolfingischen Geschlecht und mehrten damit Rang, Reichtum und Einfluss des Stiftes. 1228 wurde die Äbtissin erstmals als Fürstäbtissin bezeichnet. Ab 1300 nahmen die Fürstäbtissinnen zunehmend ihre Residenz in Borbeck. Es gelang ihnen, eine Herrschaft zwischen den Flüssen Emscher und Ruhr herauszubilden, zu der die Stadt Essen gehörte. Deren Bestrebungen, freie Reichsstadt zu werden, wurden vom Stift 1399 und endgültig 1670 vereitelt.
Im Norden des Territoriums befand sich seit 1073 das Kloster Stoppenberg, im Süden das Stift Rellinghausen. Zu den Besitzungen des Stifts gehörte auch die Umgebung von Huckarde, an der Grenze zur Grafschaft Dortmund und vom Essener Territorium durch die Grafschaft Mark getrennt. Das Stift hatte rund zwei- bis dreitausend Besitztitel in der Umgebung, im Vest Recklinghausen, am Hellweg sowie um Breisig und bei Godesberg. Insgesamt gehörten rund 40 Grundherrschaften dazu, abgesehen vom Salland, rheinaufwärts bis in die Gegend von Andernach, und Breisig. Zudem befand sich verstreuter Besitz in Westfalen und an der Lahn um Fronhausen südlich von Marburg.
Von 1512 bis zur Auflösung gehörte die Reichsabtei zum Niederrheinisch-Westfälischen Reichskreis. Die Fürstäbtissin gehörte seit 1653 dem Rheinischen Reichsprälatenkollegium an.
1495 schloss die Abtei einen Erbvogteivertrag mit den Herzögen von Kleve und Mark, wodurch das Stift Essen das Recht verlor, sich selbst einen Vogt zu wählen, und insofern in seiner Unabhängigkeit beschränkt wurde. Seit August 1802 war das Territorium von preußischen Truppen besetzt. Im Zuge der Säkularisation wurde das Stift im Jahre 1803 aufgelöst. Das drei Quadratmeilen große Gebiet des geistlichen Territoriums ging 1803 an Preußen, gehörte von 1808 bis 1813 zum Großherzogtum Berg, und gelangte danach aufgrund der Beschlüsse auf dem Wiener Kongress wieder an das Königreich Preußen. Die letzte Äbtissin, Maria Kunigunde von Sachsen, starb am 8. April 1826 in Dresden.

## Forschungsgeschichte
Die wissenschaftliche Arbeit über das Stift Essen begann bereits in der frühen Neuzeit, als erste Äbtissinnenkalender aus der Nekrolog-Handschrift und anderen Quellen zusammengestellt wurden. Durch Jodocus Hermann Nünning wurden zwei Umzeichnungen einer verlorenen Handschrift der Äbtissin Hathwig überliefert, Aegidius Gelenius überlieferte die Inschriften des Marsus-Schreines.
Nach Auflösung des Stiftes setzte im 19. Jahrhundert die kunsthistorische Beschäftigung mit dem Stiftsschatz ein, eine der ersten Abhandlungen über den Schatz verfasste Ernst aus’m Weerth 1857. Mit der Gründung des Historischen Vereins für Stadt und Stift Essen verstärkte sich die Forschungsaktivität. Mitglieder des Vereins waren Konrad Ribbeck, der 1900 die Essener Nekrolog-Handschrift edierte, Franz Arens, der 1901 erstmals den Liber Ordinarius des Stiftes behandelte, und Georg Humann, der 1904 ein Werk über den Stiftsschatz veröffentlichte. Ab der Gründung des Essener Münsterbauvereins 1947 und dem ersten Erscheinen seines Periodikums Das Münster am Hellweg 1948 erschienen auch dort Beiträge zur Stiftsgeschichte. Das 1957 gegründete Bistum Essen bekannte sich von Anfang an zur Tradition des Frauenstiftes; die Forschung zur Geschichte des Stifts wurde eine der Aufgaben der Domschatzkammer.
Ab 2000 entstand der Essener Arbeitskreis zur Erforschung der Frauenstifte als interdisziplinärer Zusammenschluss von Wissenschaftlern. Die Tagungsbände der jährlichen Tagungen erschienen als Schriftenreihe Essener Beiträge zum Frauenstift. Einige für die Beschäftigung mit dem Stift Essen wichtige Monographien, teilweise auch von Mitgliedern des Arbeitskreises, erschienen in der Reihe Quellen und Studien des Instituts für kirchengeschichtliche Forschungen des Bistums Essen. Auch das populärwissenschaftliche Buch Macht in Frauenhand – 1000 Jahre Herrschaft adeliger Frauen in Essen, das 2008 die vierte Auflage erreichte, stammt von einem Mitglied des Arbeitskreises.